# Cromemco Cyclops
Cromemco Cyclops（クロメンコ サイクロプス）は、クロメンコが1975年に発売したデジタルカメラであり、世界初の商用化された完全デジタル処理のカメラである。

## 解説
画像素子としてMOSイメージセンサを使用していた。初のマイクロコンピュータへのインターフェイスを持つデジタルカメラである。イメージセンサは1 kbのDRAMメモリチップを改造したもので、解像度は32×32画素（0.001メガピクセル）だった。
Cyclopsとは、ギリシャ神話に登場する単眼の巨人キュクロープスのことで、このカメラが単眼であることからその名がつけられたものである。

## 背景

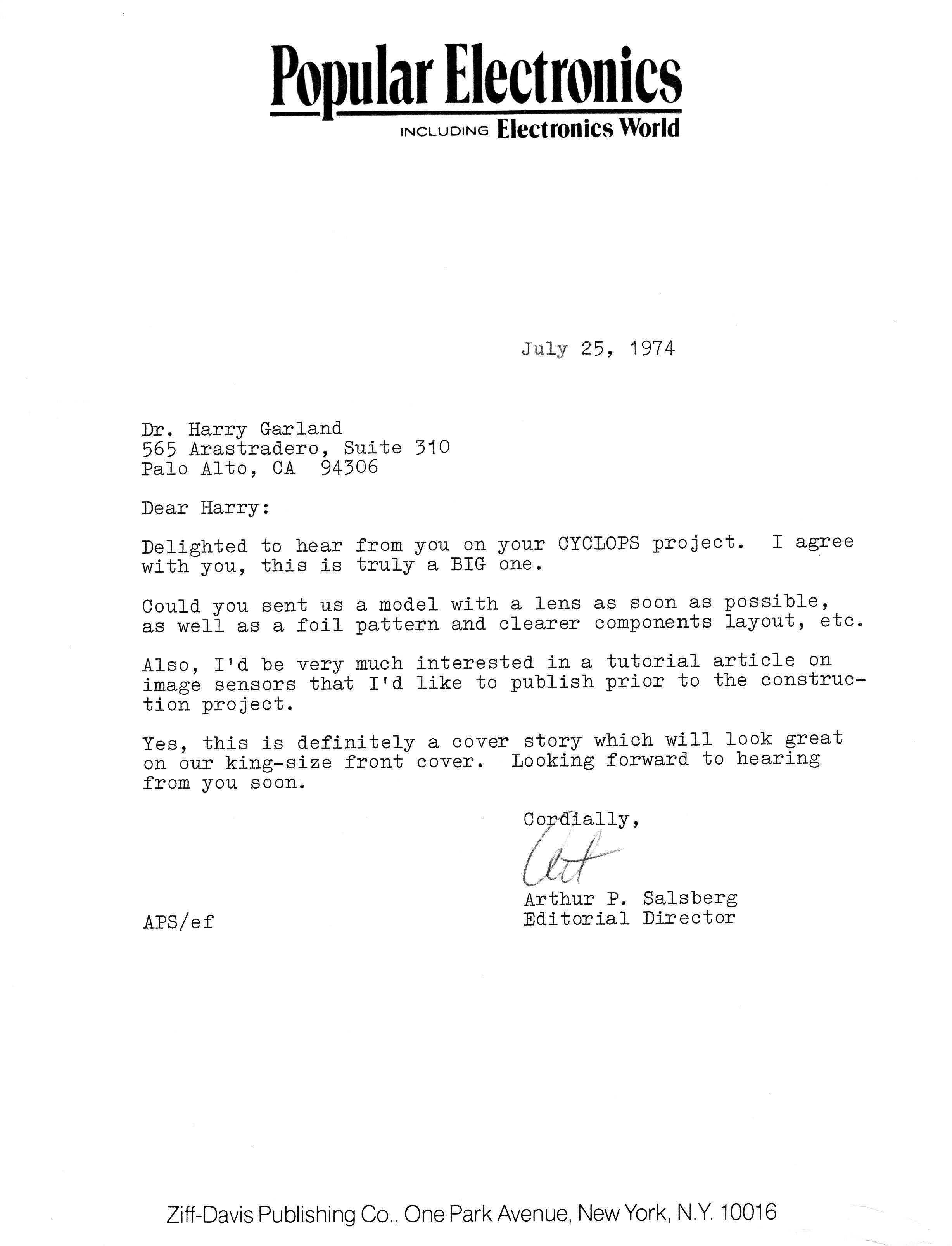
1974年7月25日付の『ポピュラーエレクトロニクス』誌編集長からのカメラプロジェクト「CYCLOPS」の取材記事掲載についての手紙。

Cyclopsは、テリー・ウォーカー、ハリー・ガーランド、ロジャー・メレンの3人によって開発され、『ポピュラーエレクトロニクス』1975年2月号でホビイストの電子工作として紹介された。
その1ヶ月前の同誌では、MITS社のマイクロコンピュータAltair 8800が紹介されていた。『ポピュラーエレクトロニクス』誌の技術編集者であるレス・ソロモンは、CyclopsとAltairのインターフェイスに価値を見出し、Cyclopsの開発者の1人のロジャー・メレンと、MITS社の社長であるエド・ロバーツに連絡を取り、コラボレーションについて話し合うことにした。
メレンはニューメキシコ州アルバカーキのMITS本社でロバーツと会った。ロバーツはメレンに、AltairとCyclopsのインターフェイスを製作することを勧め、彼らがこのプロジェクトをすぐに開始できるよう、メレンにAltairを速やかに送ることを約束した。
カリフォルニアに帰ったメレンは、ガーランドと、Cyclops等のAltair用の製品を製造するためのパートナーシップを結び、その名前をクロメンコとした。1976年1月、MITS社はAltairの最初の周辺機器としてCromemco Cyclopsを発表した。

## 技術

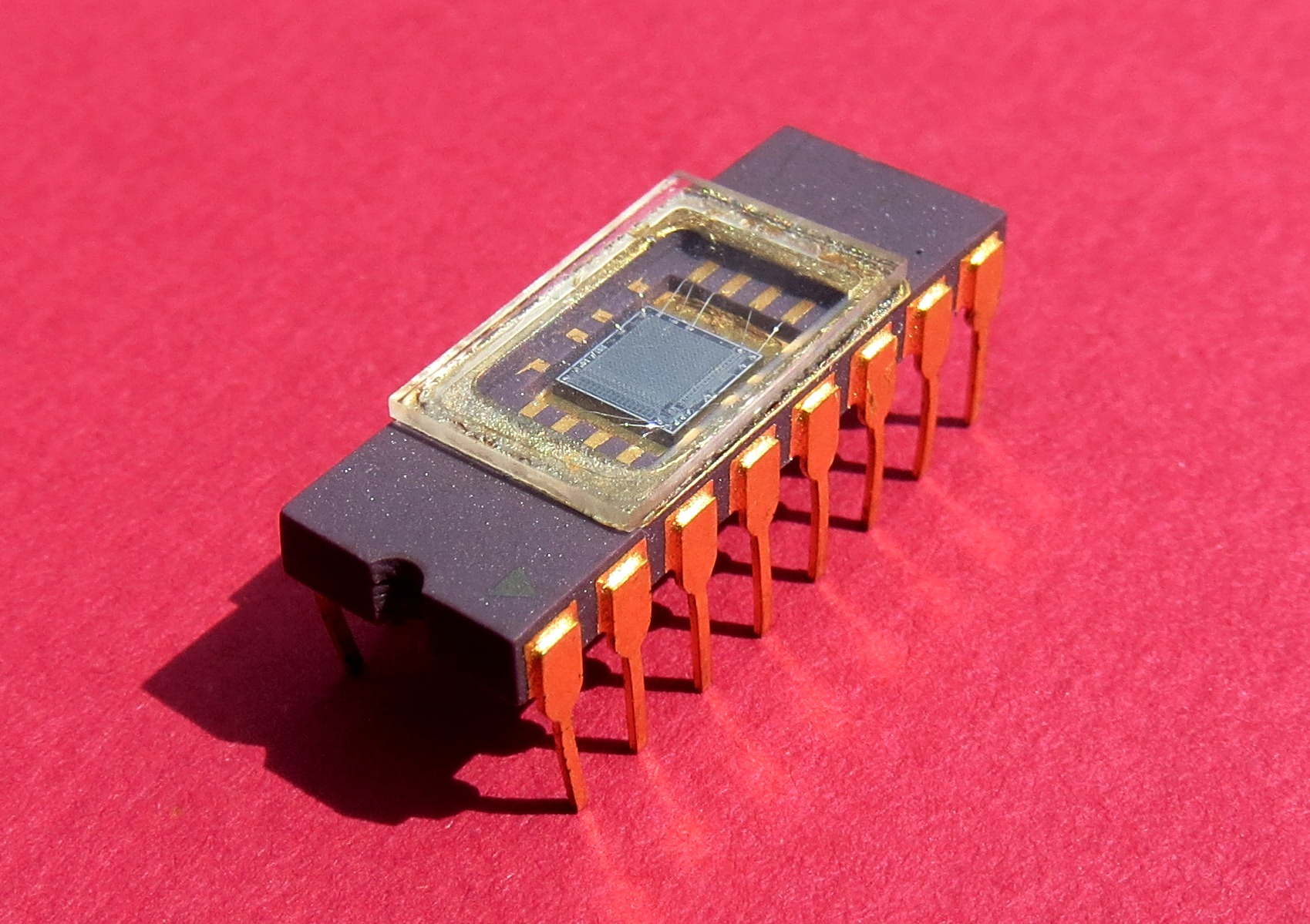
Cyclopsで使用されているクロメンコ社製1024画素MOSイメージセンサ

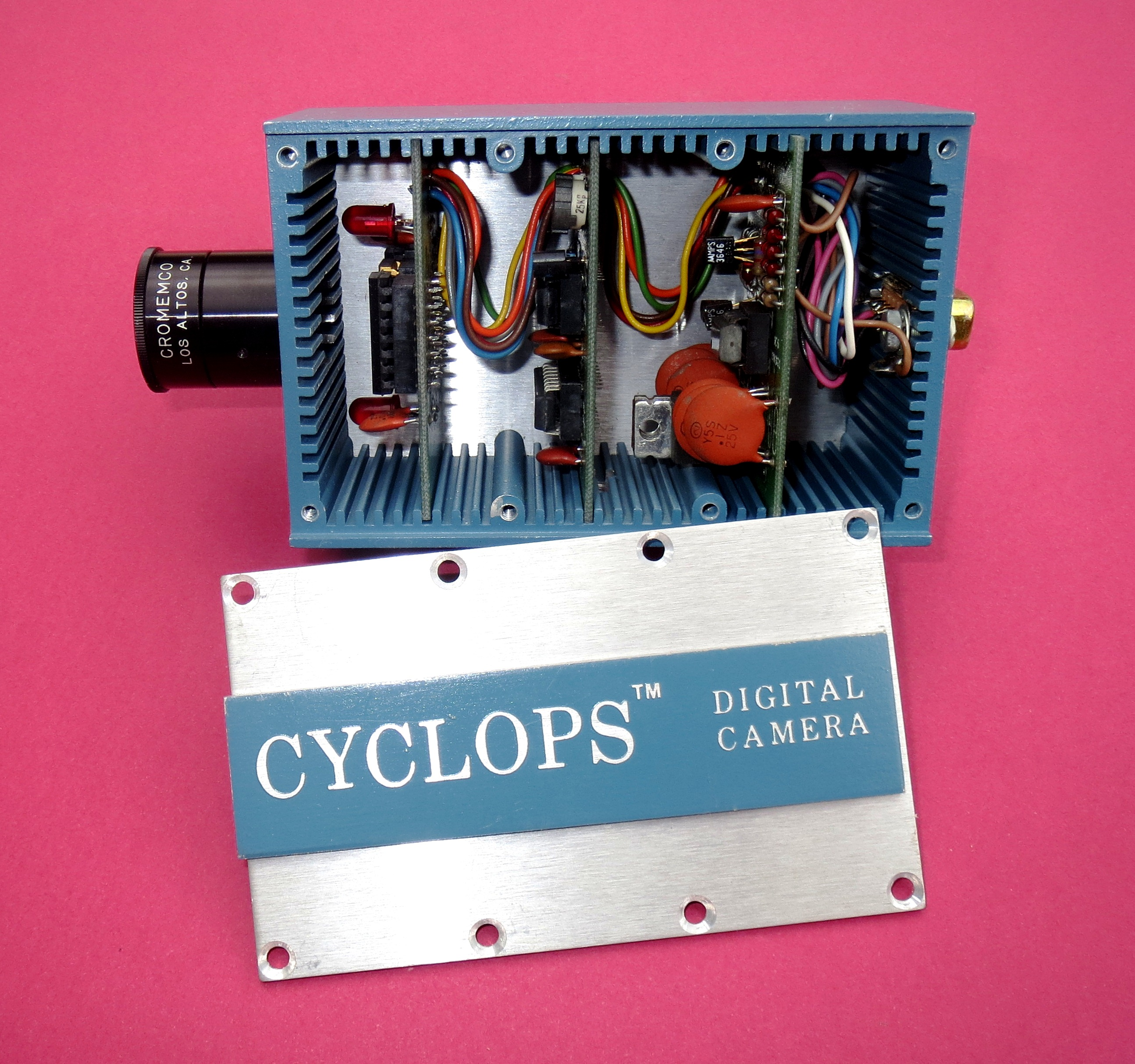
Cyclopsの内部。Cyclopsの電子回路は3枚の基板で構成されている。一番左の基板にある2つの赤色LEDは、低照度時にセンサの背景を照らすためのバイアスライトである。

Cyclopsは、MOSメモリチップを改造した革新的なイメージセンサを使用していた。チップ上面のカバーを取り外し、そこにガラスの板を取り付けて、半導体に直接光が当たるようにした。動作理論については、『ポピュラーエレクトロニクス』のオリジナル記事に記載されている。最初は、32×32の配列に配置された1024個のメモリセルが、全て"1"の状態になっている。光が当たったメモリセルは、その状態が"0"に変化する。光が強ければ強いほど、"1"から"0"に変化するスピードが速くなる。
25mm F2.8のDマウントレンズにより、イメージセンサに像を結ぶように調整されている。各メモリセルの状態のスキャンを計16回行う。1回目のスキャンでは、全てのメモリセルの状態が"1"になっている。当たる光が強いセルほど"1"から"0"に早く変化するので、各セルが"1"から"0"に変わったタイミング（すなわち、そのときのスキャン回数）によって、各セルに当たる光の強さが分かる。ほとんど光が当たっていないセルは、最後まで"1"のままである。このようにして、Cyclopsは16階調のグレースケールのイメージを取得する。
Cyclopsには2つのバイアスライトがついており、低照度環境での感度を向上させることができる。このライトは手動でも、コンピュータ制御でも調整可能で、センサに均一な低レベルの光を照射することができる。一度調整すれば、低照度環境下でも、イメージからのわずかな入射光に対しても感度が向上する。